# Carenum
Carenum is een geslacht van kevers uit de familie van de loopkevers (Carabidae). De wetenschappelijke naam van het geslacht is voor het eerst geldig gepubliceerd in 1813 door Bonelli.

## Soorten
Het geslacht Carenum omvat de volgende soorten:
- Carenum acutipes Sloane, 1897
- Carenum adelaidae (Blackburn, 1888)
- Carenum affine Macleay, 1864
- Carenum amplicolle Sloane, 1897
- Carenum angustipenne Macleay, 1871
- Carenum anthracinum Macleay, 1864
- Carenum batesi Masters, 1885
- Carenum bellum Sloane, 1917
- Carenum blackburni Sloane, 1916
- Carenum bonellii Brulle;, 1835
- Carenum brevicolle Sloane, 1894
- Carenum breviforme Bates, 1874
- Carenum brevipenne (Macleay, 1887)
- Carenum brisbanense Castelnau, 1867
- Carenum browni Sloane, 1916
- Carenum carbonarium Castelnau, 1867
- Carenum cavipenne (Bates, 1874)
- Carenum cognatum Sloane, 1895
- Carenum concinnum Sloane, 1905
- Carenum convexum Chaudoir, 1868
- Carenum coracinum Macleay, 1865
- Carenum cordipenne Sloane, 1897
- Carenum coruscum Macleay, 1864
- Carenum cupreomarginatum Blackburn, 1888
- Carenum cupripenne Macleay, 1863
- Carenum decorum Sloane, 1888
- Carenum devastator Castelnau, 1867
- Carenum devisii Macleay, 1883
- Carenum digglesi (Macleay, 1869)
- Carenum dispar Macleay, 1869
- Carenum distinctum Macleay, 1864
- Carenum ducale Sloane, 1905
- Carenum elegans Macleay, 1864
- Carenum emarginatum Sloane, 1900
- Carenum episcopale (Castelnau, 1867)
- Carenum eximium Sloane, 1916
- Carenum felix Sloane, 1888
- Carenum filiforme (Castelnau, 1867)
- Carenum floridum Sloane, 1917
- Carenum formosum Sloane, 1907
- Carenum foveolatum (Macleay, 1888)
- Carenum frenchi (Sloane, 1894)
- Carenum froggatti Sloane, 1897
- Carenum fugitivum Blackburn, 1888
- Carenum fulgidum Sloane, 1917
- Carenum gratiosum (Sloane, 1897)
- Carenum habile Sloane, 1892
- Carenum habitans Sloane, 1890
- Carenum imitator Sloane, 1897
- Carenum inconspicuum Blackburn, 1888
- Carenum ineditum Macleay, 1869
- Carenum interiore Sloane, 1888
- Carenum interruptum Macleay, 1865
- Carenum iridescens Sloane, 1894
- Carenum janthinum Macleay, 1883
- Carenum kingii Macleay, 1869
- Carenum laevigatum Macleay, 1864
- Carenum laevipenne Macleay, 1863
- Carenum laterale Macleay, 1865
- Carenum leai Sloane, 1916
- Carenum lepidum Sloane, 1890
- Carenum levissimum (Sloane, 1900)
- Carenum lobatum Sloane, 1900
- Carenum longulum Sloane, 1916
- Carenum macleayi Blackburn, 1888
- Carenum magnificum (Macleay, 1887)
- Carenum marginatum (Boisduval, 1835)
- Carenum montanum Sloane, 1916
- Carenum morosum Sloane, 1907
- Carenum nickerli Ancey, 1880
- Carenum nitidipes Sloane, 1916
- Carenum obsoletum Macleay, 1888
- Carenum occidentale Sloane, 1897
- Carenum odewahnii Castelnau, 1867
- Carenum opacicolle Sloane, 1897
- Carenum optimum Sloane, 1895
- Carenum ovalee Sloane, 1900
- Carenum parvulum Macleay, 1873
- Carenum perplexum White, 1841
- Carenum planipenne Macleay, 1873
- Carenum politissimum Chaudoir, 1868
- Carenum politum Westwood, 1842
- Carenum porphyreum Bates, 1874
- Carenum pulchrum Sloane, 1897
- Carenum puncticolle Macleay, 1864
- Carenum punctipenne (Macleay, 1883)
- Carenum purpuratum (Castelnau, 1867)
- Carenum purpureum Sloane, 1897
- Carenum pusillum Macleay, 1883
- Carenum quadripunctatum Macleay, 1863
- Carenum rectangulare Macleay, 1864
- Carenum reflexum Sloane, 1897
- Carenum regulare Sloane, 1900
- Carenum rutilans Sloane, 1907
- Carenum scaritoides Westwood, 1843
- Carenum serratipes Sloane, 1900
- Carenum simile Macleay, 1865
- Carenum smaragdulum Westwood, 1842
- Carenum speciosum Sloane, 1888
- Carenum splendens Castelnau, 1867
- Carenum splendidum Macleay, 1863
- Carenum striatopunctatum Macleay, 1865
- Carenum subcostatum Macleay, 1865
- Carenum subcyaneum Macleay, 1869
- Carenum submetallicum Macleay, 1871
- Carenum subplanatum Bates, 1874
- Carenum subporcatulum Macleay, 1865
- Carenum sumptuosum Westwood, 1842
- Carenum terraereginae Macleay, 1883
- Carenum tibiale Sloane, 1894
- Carenum tinctilatum (Newman, 1838)
- Carenum transversicolle Chaudoir, 1868
- Carenum tumidipes Sloane, 1900
- Carenum venustum Sloane, 1897
- Carenum versicolor Sloane, 1897
- Carenum violaceum Macleay, 1864
- Carenum virescens Sloane, 1894
- Carenum viridiaeneum (Macleay, 1888)
- Carenum viridicolor (Sloane, 1895)
- Carenum viridissimum (Macleay, 1888)